# Down by Law (Down by Law)
Down by Law è l'album di debutto della band skate punk omonima.

## Tracce
1. Right or Wrong
2. Vision
3. Dreams Away
4. Down the Drain
5. American Dream
6. The Truth
7. Best Friends
8. Mat Gleason Is God
9. The One
10. Can't See It Still
11. Surf Punk
12. Too Much Grey

## Formazione
- Dave Smalley: voce, chitarra
- Chris Bagarozzi: chitarra
- Ed Urlick: basso
- Dave Naz: batteria (voce nel brano The Truth)